# Хэ Пин (режиссёр, 1957)
Эта статья о китайском кинорежиссёре, о тайваньском кинорежиссёре см. Хэ Пин (режиссёр, 1958)
Хэ Пин (кит. трад. 何平; октябрь 1957, Тайюань, Шаньси, Китай — 10 января 2023, Пекин, Китай) — китайский кинорежиссёр, кинопродюсер и сценарист. Представитель «пятого поколения» китайских кинематографистов, известный прежде всего благодаря созданию жанра китайского «вестерна». В отличие от других известных китайских режиссёров, у Хэ не было соответствующего высшего образования. Тем не менее он разработал свой собственный стиль кино, который зачастую представлял собой переработанную версию жанра уся.
В 1994 году был удостоен награды китайской национальной кинопремии «Золотой петух» в категории «Лучший режиссёр».

## Биография
Хэ Пин родился в Шаньси, рос в семье артистов: его отец сыграл ключевую роль в развитии драматического искусства в Шаньси в 1920-х годах, а мать исполнила главную роль в первом художественном фильме, произведённом в Китайской Народной Республике, под названием «Мост» (1949, реж. Ван Бинь).
Кинематографист умер в Пекине 10 января 2023 года в возрасте 65 лет.

## Кинокарьера
В 1979 году Хэ начал работу в кино на Пекинской Научно-образовательной киностудии, сначала в качестве ведущего монтажной записи, а затем − ассистента режиссёра. Он принимал участие в производстве документальных, научно-популярных, художественных фильмов и съёмке сценических постановок.
В 1985 году Хэ перешёл на Сианьскую киностудию в качестве режиссёра. В 1987 году совместно с Го Фанфаном он срежиссировал художественный фильм «Мы − мир», вышедший годом позже и рассказывавший о трудностях по сбережению водных ресурсов Западного Китая. Первой независимой режиссёрской работой стал шпионский фильм «Ёсико Кавасима» (1989), основанный на реальной истории главного женского персонажа.
Первая значимая материковая кинопостановка с боевыми искусствами того времени, «Меченосец в городе Двойного Флага» (1991), считается первым гибридом жанров вестерна и китайского фильма с боевыми искусствами, на который большое влияние оказали голливудские и спагетти-вестерны. Лента получила главный приз 3-го Международного фестиваля фантастических фильмов в Юбари в феврале 1992 года. Фильм рассказывает о приключениях фехтовальщика-одиночки, пребывающего в поисках своей невесты в пустынных землях Западного Китая, и обладает сюрреалистической атмосферой, напоминающей многие вестерны.
Его следующая картина, «Красный фейерверк, зелёный фейерверк» (1994), представляет собой переосмысление «Цзюй Доу» (1990, реж. Чжан Имоу), действие которого происходит в городе у реки Хуанхэ и украшено демонстрациями фейерверков. Фильм, основанный на трагической истории любви от известного китайского писателя Фэн Цзицая, получил награду в категории «Лучший фильм» на Гавайском международном кинофестивале в 1994 году, а также приз за лучшую режиссуру на кинопремии «Золотой петух».
Возросшая международная известность Хэ впервые обеспечила ему солидные инвестиции из Гонконга (1,2 миллиона долларов США), благодаря которым он снял «Солнечную долину» (1996), китайский фильм в жанрах вестерна и уся о перерождении кровавого психопата под влиянием чувственной деревенской вдовы. Лента, продолжившая изображение Западного Китая, получила признание на  46-м Берлинском международном кинофестивале, но провалилась в кинопрокате.
После этого Хэ занимался продюсерской деятельностью у других ключевых китайских режиссёров, таких как Фэн Сяоган и Цзян Вэнь, до своего следующего крупного фильма «Воины неба и земли» (2003), снятого в жанре приключенческого боевика про события в период правления династии Тан. Это история о бесстрашных и одиноких средневековых героях, ищущих человеческих взаимоотношений и духовной осознанности.
«Пшеничное поле» (2009) − исторический боевик. Действие происходит на фоне решающей битвы при Чанпине (260 г. до н. э.) в период Сражающихся царств Древнего Китая.
В 2015 вышел в прокат «Назад в тот день, когда тебя любили», повествующий об инструкторе йоги, вернувшейся из мегаполиса в родной городок, что вызывает давний конфликт с отцом и напряжённые отношения с возлюбленным. Фильм получил почётное упоминание на Кинофестивале в Торонто 2015.

## Фильмография
| Год  | Русское название                     | Китайское название | Режиссёр | Сценарист | Продюсер | Другая функция           |
| ---- | ------------------------------------ | ------------------ | -------- | --------- | -------- | ------------------------ |
| 1980 | Бамбук                               | 竹                 | Нет      | Нет       | Нет      | Ведущий монтажную запись |
| 1982 | Ветер в начале лета                  | 初夏的風           | Нет      | Нет       | Нет      | Ассистент режиссёра      |
| 1984 | Оу Мэй                               | 歐妹               | Нет      | Нет       | Нет      | Ассистент режиссёра      |
| 1985 | Выдающиеся акробатки                 | 雜技女傑           | Нет      | Нет       | Нет      | Ассистент режиссёра      |
| 1986 | Расхитители Восточных гробниц        | 東陵大盜           | Нет      | Нет       | Нет      | Ассистент режиссёра      |
| 1987 | Кража сокровищ Пинцзиня              | 平津奪寶           | Нет      | Нет       | Нет      | Ассистент режиссёра      |
| 1987 | Расхитители Восточных гробниц 3      | 東陵大盜（三）     | Нет      | Нет       | Нет      | Ассистент режиссёра      |
| 1987 | Расхитители Восточных гробниц 4      | 東陵大盜（四）     | Нет      | Нет       | Нет      | Ассистент режиссёра      |
| 1988 | Расхитители Восточных гробниц 5      | 東陵大盜（五）     | Нет      | Нет       | Нет      | Ассистент режиссёра      |
| 1988 | Мы — мир                             | 我們是世界         | Да       | Нет       | Нет      | Нет                      |
| 1989 | Ёсико Кавасима                       | 川島芳子           | Да       | Нет       | Нет      | Нет                      |
| 1991 | Меченосец в городе Двойного Флага    | 雙旗鎮刀客         | Да       | Да        | Нет      | Нет                      |
| 1994 | Красный фейерверк, зелёный фейерверк | 炮打雙燈           | Да       | Нет       | Нет      | Нет                      |
| 1996 | Солнечная долина                     | 日光峽谷           | Да       | Нет       | Нет      | Нет                      |
| 1998 | Весенние фантазии                    | 春天的狂想         | Нет      | Да        | Нет      | Нет                      |
| 2001 | Китайские похороны                   | 大腕               | Нет      | Нет       | Да       | Актёр                    |
| 2003 | Воины неба и земли                   | 天地英雄           | Да       | Да        | Нет      | Нет                      |
| 2003 | Мобильник                            | 手機               | Нет      | Нет       | Да       | Нет                      |
| 2004 | Кукушили: Горный патруль             | 可可西里           | Нет      | Нет       | Да       | Нет                      |
| 2005 | Узел возлюбленных                    | 情人結             | Нет      | Нет       | Да       | Нет                      |
| 2009 | Пшеничное поле                       | 麥田               | Да       | Да        | Да       | Нет                      |
| 2011 | Под влиянием                         | 戒煙不戒酒         | Нет      | Нет       | Да       | Нет                      |
| 2011 | Любовь на всю жизнь                  | 最愛               | Нет      | Нет       | Да       | Нет                      |
| 2011 | Создание партии                      | 建黨偉業           | Нет      | Нет       | Нет      | Актёр                    |
| 2012 | Потерянные в бескрайней ночи         | 荒夜迷蹤           | Нет      | Нет       | Да       | Нет                      |
| 2015 | Назад в тот день, когда тебя любили  | 回到被愛的每一天   | Да       | Да        | Да       | Монтажёр                 |